# Segonzano
Segonzano är en ort och kommun i provinsen Trento i regionen Trentino-Sydtyrolen i Italien. Kommunen hade 1 447 invånare (2018).